# Don Juan in lepa dama
Don Juan in lepa dama (izvirno Don Juan y Su Bella Dama) je argentinska telenovela, ki jo je Telefe predvajal med 17. marcem 2008 in 9. marcem 2009.

## Sezone
| Sezone   | Epizode | Prvič predvajano na Telefe     | Prvič predvajano na TV3 |
| -------- | ------- | ------------------------------ | ----------------------- |
| 1.sezona | 242     | 17. marec 2008 – 9. marec 2009 | 27. avgust 2010 – danes |

### Zgodba
Juan je skladatelj. Zanj ima vsaka ženska drugačno melodijo. Po naravi je neozdravljiv zapeljivec, njegova potreba po tem, da ženske zapelje in jih spravi v posteljo, da bi tako odkril njihov “notranji ritem”, pa je vsaj tako močna kot njegova osebna integriteta. A v resnici se Juan le panično boji tega, da bi katera od njegovih žensk vse skupaj vzela preresno in s tem ogrozila njegovo “svobodo”. Jose je živahno dekle, preprostega vedenja in pozitivnih čustev. Ko se z nekom zbliža, mu je popolnoma predana. Že od mladih let je navajena delati. Tako je opravljala že vsa mogoča dela, saj ji ekonomska neodvisnost ogromno pomeni in se ji za nič na svetu noče odreči. S fantom imata umirjeno razmerje, česar pa ni mogoče reči za njena starša, saj sta vedno tik pred tem, da se ločita.
Franco, Josejin fant, je Čilenec. Ima 7-letnega sina, za katerega zadnjih pet let, odkar je prišel iz Čila, skrbi čisto sam. Ljudem pravi, da je vdovec, v resnici pa je svojega otroka ugrabil in z njim zbežal iz države. Ima avtomehanično delavnico, ki pa je le krinka za njegov pravi posel - razstavljanje in ponovno sestavljanje ukradenih avtomobilov. Ko že vse kaže na to, da bo Juan do konca ostal zakrknjen samec, pa v njegovo življenje vstopi Jose in ga postavi na glavo. Že na prvi pogled se zaljubi vanjo, v ta neizbrušeni diamant, ki gladko odbija vse njegove poskuse zapeljevanja. Odloči se, da bo to malce robato dekle spremenil v damo, ob tem pa poskrbel tudi za svojo babico. A avantura, v katero se podata, se spremeni v nenavadno izkušnjo, ki nazadnje spremeni oba.
Juan bo moral premagati svoj strah pred dolgoročno zvezo, saj bo lahko le tako osvojil Josejino srce. Jose mu predstavlja “resnično ljubezen” in zaradi tega si zaželi, da bi bil boljša oseba. Jose v Juanovi družbi odkrije svoj lastni ustvarjalni potencial. Zave se, da ima v sebi moč, da se spremeni. Tako postane samozavestna, odločena, da ne bo več prenašala čustvenega izsiljevanja s strani svojega fanta, prav tako pa tudi ne rigidnih pravil, ki jih poskuša vsiliti njen avtoritarni oče.
Juan in Jose tako kmalu spoznata, da srečanje z ljubeznijo še ni konec neke poti, pač pa njen začetek. A če hočeta skupaj kaj doseči, se bosta morala tudi distancirati od svoje preteklosti. Juan od svojega zapeljevanja, Jose pa od svojega fanta, ki je pripravljen na vse, da bi jo le zadržal.

## Glavni igralci
- Joaquín Furriel - Juan Cané
- Romina Gaetani - Josefina Molina
- Benjamín Vicuña - Franco Ramirez Puentes
- Isabel Macedo -  Graciela/Serena Monterrey
- Raúl Rizzo - Rafael Cané
- Perla Santalla - Augusta Cané de Santillán
- Carlos Moreno - 	Emilio Molina

## Nagrade in priznanja
/